# Yeo Jin-goo
Đây là một tên người Triều Tiên, họ là Yeo.
Yeo Jin-goo (sinh ngày 13 tháng 8 năm 1997) là một diễn viên Hàn Quốc. Anh bắt đầu sự nghiệp của mình với tư cách là một diễn viên nhí, đáng chú ý là bộ phim Sad Movie (2005), phim truyền hình Giant (2011), Mặt trăng ôm mặt trời (2012), Missing You (2012), và sitcom Ngôi sao khoai tây (Potato Star 2013 QR 3) (2013-2014). Năm 2013, anh tham gia màn ảnh rộng trong một vai chính của bộ phim hành động Hwayi: A Monster Boy, và đã giành giải Nghệ sĩ mới xuất sắc tại Blue Dragon Film Awards.

## Tiểu sử
Yeo Jin Goo sinh ra ở Seoul, Hàn Quốc. Anh là con cả trong gia đình, và có một em trai nhỏ hơn anh 5 tuổi. Yeo Jin Goo có biệt danh là Em trai quốc dân. Khi còn nhỏ, anh muốn xuất hiện trên truyền hình nên anh đã yêu cầu bố mẹ cho anh thử diễn xuất. Với sự hỗ trợ của cha mẹ, cuối cùng anh ấy xuất hiện lần đầu trên màn ảnh với phim điện ảnh Sad Movie vào năm 2005 khi mới 8 tuổi, và sau đó được tham gia các khóa học về diễn xuất.
Nickname của Yeo Jin Goo trong Fancafe là 고기반찬 (From Gogibanchan). Lí do Yeo Jin Goo chọn cái tên này đơn giản là vì anh ấy rất thích ăn thịt.

## Sự nghiệp
Yeo Jin Goo bắt đầu diễn xuất từ khi còn bé nhưng mãi đến năm 14 tuổi anh mới bắt đầu coi việc diễn xuất là một định hướng nghề nghiệp tương lai của mình.
Việc theo nghề diễn viên là do chính Yeo Jin Goo mong muốn xuất hiện trên TV nên anh đã bắt đầu diễn xuất. Đạo diễn bộ phim "Sad Movie 2005" từng chia sẻ trước khi tham gia phim thì ba mẹ anh ấy vẫn chưa cho anh đi học lớp diễn xuất nào cả, anh ấy chỉ học được cách diễn khi quan sát các tiền bối diễn trong quá trình quay phim.
- Năm Yeo Jin Goo 11 tuổi. Đạo diễn phim điện ảnh "Santa Maria" quyết định dừng ngay buổi tuyển chọn diễn viên nhí ngay khi nghe tin Yeo Jin Goo sẽ đến. Đạo diễn nói rằng: "Khi Yeo Jin Goo xuất hiện, cậu ấy không cần phải diễn thử nữa". Yeo Jin Goo đã một mình diễn cảnh khóc ngất một cách hoàn hảo mà không có sự xuất hiện của những diễn viên người lớn khác diễn cùng (anh ấy diễn cảnh khóc 1 mình giữa một không gian trống). Do có chút vấn đề với con thuyền (đạo cụ diễn xuất), diễn viên diễn chung phân cảnh này đã không có ở đó nên Yeo Jin Goo đã phải tự biên tự diễn một mình. Sau đó, để khớp với những cảm xúc mà Yeo Jin Goo đã thể hiện, diễn viên đóng chung phân đoạn đó đã phải mất tới 3 ngày quay phim. Họ đã làm việc vô cùng chăm chỉ.
- Năm 2008, anh đóng vai lúc nhỏ của các nhân vật chính trong hai bộ phim truyền hình "Huyền thoại Iljimae" và "Tazza - Canh bạc nghiệt ngã". Anh cũng đã giành được giải thưởng Best Young Actor và Best Child Actor cho cả hai bộ phim trên trong lễ trao giải SBS Drama Awards cuối năm.
- Năm 14 tuổi, có một Yeo Jin Goo từng trả lời phỏng vấn rằng "Em hi vọng trong tương lai khi xem mình diễn xuất mọi người sẽ nghĩ: liệu vai diễn này nếu không phải là Yeo Jin Goo đảm nhận thì còn ai khác làm được nữa?"
- Năm 15 tuổi (2012), khi quay bộ phim "Moon Embracing Sun - Mặt Trăng Ôm Mặt Trời", anh ấy đã diễn xuất sắc cảnh khóc nổi tiếng của mình dưới vòi phun xịt nước liên tục từ trên xuống của các staff.
- Năm 16 tuổi (2013), anh ấy đóng trong bộ phim điện ảnh Hwayi: "A Monster Boy". Đạo diễn Jang Joon Hwan đã casting rất nhiều diễn viên khoảng 20 tuổi, có cả những người mẫu cũng như idol. Yeo Jin Goo đi thử vai 2 lần và cuối cùng nhận được vai diễn. Đương nhiên, cùng với việc lựa chọn các diễn viên vào vai 5 người cha, lựa chọn một thiếu niên vào vai chính lại càng khó nhằn hơn nhiều. Nam diễn viên kì cựu Kim Yoon Seok đã từng lo lắng liệu Yeo Jin Goo có thể diễn tròn vai một nhân vật có phần tăm tối như thế không. Nhưng sau này trong buổi phỏng vấn chính chú ấy đã khen ngợi tài năng diễn xuất xuất sắc của Yeo Jin Goo và mong muốn anh ấy sẽ trở thành con rễ tương lai của mình. Trong năm đó, Yeo Jin Goo đã thắng giải Nam Diễn viên Mới Xuất Sắc Nhất tại Lễ Trao Giải Điện Ảnh Rồng Xanh danh giá và cho đến nay anh ấy vẫn nắm giữ kỉ lục là diễn viên trẻ tuổi nhất đạt được giải thưởng này, Yeo Jin Goo đã nhận được trọn vẹn cả 9 phiếu bầu của 9 vị giáo khảo chuyên môn mà không có bất kì người nào phản đối cả, thật sự là anh ấy rất xứng đáng.
Bởi vì Hwayi: "A Monster Boy" là bộ phim thể loại R (tâm lý hành động, bạo lực), thời điểm phim được phát sóng, Yeo Jin Goo chỉ mới 16 tuổi, vẫn còn trong độ tuổi teen, nên anh ấy không được phép xem phim. Tại buổi công chiếu phim, anh ấy chỉ ngồi ăn hot dogs trong phòng chờ và đợi mọi người (xem phim) xong.
- Năm 2014, anh đóng vai chính trong bộ phim điện ảnh "Mr. Perfect" cùng với nam diễn viên Yoon Si-yoon.
- Năm 2015, anh đóng vai chính trong bộ phim điện ảnh "Shoot Me in the Heart" cùng với nam diễn viên Lee Min-ki, bộ phim dựa trên cuốn tiểu thuyết bán chạy cùng tên của nhà văn Jeong Yu-jeong, tác phẩm đã giành giải thưởng văn học Segye năm 2009. Cùng năm 2015, anh vào vai chính trong bộ phim truyền hình "Orange Marmalade", là một bộ phim chuyển thể từ loạt webtoon cùng tên đăng nhiều kỳ tại Naver vào năm 2011 đến năm 2013.
Và cũng trong năm 2015, anh tiếp tục đảm nhận vai chính trong bộ phim điện ảnh "The Long Way Home", kể về tình bạn giữa một người lính Hàn Quốc và một người lính Bắc Triều Tiên trong Chiến tranh Triều Tiên.
- Năm 2016, Yeo Jin Goo đảm nhận vai Vua Yeongjo trong bộ phim truyền hình "The Royal Gambler" của đài SBS và giành được giải Excellence Award tại Lễ trao giải SBS Drama Awards cuối năm.
- Năm 2017, Yeo Jin Goo vào vai chính trong bộ phim truyền hình khoa học viễn tưởng "Circle", và bộ phim điện ảnh "Warriors of the Dawn" cùng với nam diễn viên Lee Jung-jae - đây là một bộ phim lịch sử lấy bối cảnh trong Cuộc chiến Imjin năm 1592. Cả hai bộ phim đều được công chiếu vào tháng 5.
Cùng năm 2017, Yeo Jin Goo xuất hiện đặc biệt với vai trò khách mời trong bộ phim điện ảnh kinh dị chính trị "1987: When the Day Comes", anh vào vai Park Jong-chul - một nhà hoạt động phong trào dân chủ Hàn Quốc. Vào tháng 7/2017, anh tiếp tục nhận lời đóng vai chính trong bộ phim truyền hình lãng mạn "Reunited Worlds" của đài SBS.
- Năm 2018, Yeo Jin Goo được chọn vào vai chính trong bộ phim truyền hình hài lãng mạn "My Absolute Boyfriend" dựa trên bộ truyện tranh Nhật Bản cùng tên, được phát sóng trên đài SBS.
- Năm 2019, Yeo Jin Goo một mình cân cả 2 vai trong bộ phim truyền hình "The Crowned Clown". Chính anh ấy đã một mình diễn phân cảnh nhà vua mặt đối mặt với tên hề chỉ với một cái cây sắt trước mặt mà phải tưởng tượng đó là một con người, rồi đi qua đi lại thay phiên diễn một cách hoàn hảo. Cùng năm, Yeo Jin Goo nhận lời đóng vai chính trong bộ phim truyền hình "Hotel Del Luna" cùng với IU. Bộ phim rất thành công khi đạt mức rating cao nhất là 14%, xếp thứ 9 trong danh sách những bộ phim có tỷ lệ người xem cao nhất của đài cáp.
Năm 2019, hai bộ phim truyền hình của đài tvN vượt mốc 10% rating đều do Yeo Jin Goo đóng chính (The Crowned Clown và Hotel Del Luna) và cũng là 2 bộ phim có rating cao nhất trong năm 2019.
- Năm 2020, Yeo Jin Goo được mời lồng tiếng đặc biệt trong bộ phim truyền hình "Start Up" với vai trò chiếc loa AI tên 'Jang Young Sil'. Vào tập cuối, Yeo Jin Goo xuất hiện trong một vai khách mời với tư cách là chủ một doanh nghiệp mới khởi nghiệp tên là Hong Ji Seok.
- Năm 2021, Yeo Jin Goo đóng vai chính trong bộ phim truyền hình tâm lý tội phạm "Beyond Evil" cùng với nam diễn viên Shin Ha-kyun, được phát sóng trên đài JTBC. Bộ phim cũng đã rất thành công khi tập cuối đạt rating trung bình 6,0% trên toàn quốc. Bộ phim đã giành được đến 7 đề cử, và chiến thắng ở 3 hạng mục danh giá (Best Screenplay - Kịch bản hay nhất, Best Actor và Best Drama - Phim truyền hình xuất sắc nhất) tại lễ trao giải Baeksang Arts Awards 2021 lần thứ 57.
Bên trong quyển kịch bản của Yeo Jin Goo luôn luôn sạch sẽ (không có bất kì ghi chú hay dấu vết nào), nhiều diễn viên khác luôn viết hoặc đánh đấu vào kịch bản của mình để lưu ý cảnh đó phải diễn thế nào cho phù hợp, còn Yeo Jin Goo thì không thích viết bất cứ gì vào nó. Thậm chí bây giờ anh ấy chỉ xem kịch bản qua điện thoại mà thôi (một điều mà không phải bất kì diễn viên giỏi nào cũng làm được).
Yeo Jin Goo là đại sứ cho 6 công ty/tổ chức. Anh ấy đã xuất hiện trong MV I Need You của K.Will năm 2012. Anh ấy cũng xuất hiện trong MV Still in Love của Baek Jiyoung năm 2014.
Yeo Jin Goo đã tham gia 4 chương trình thực tế: I’m Real, Yeo Jingoo in Italy trên QTV, Giving from Jingoo Oppa trên tvN Asia, 4 Wheeled Restaurant và House On Wheels trên tvN.
Tháng 6 năm 2021, Yeo Jin Goo được xác nhận làm MC cho chương trình sống còn Girls Planet 999 được phát sóng trên Mnet vào tháng 8.
Năm 2024, Yeo Jin Goo đóng phim Vây Hãm Trên Không trong vai Yong Dae là không tặc - gián điệp Triều Tiên đang cố chiếm quyền kiểm soát máy bay. Bộ phim lấy cảm hứng từ vụ không tặc kinh hoàng trong lịch sử Hàn Quốc vào năm 1971.
Các đạo diễn, diễn viên kì cựu nói về Yeo Jin Goo:
- Đạo diễn Bong Joon Ho (Parasite): "Một diễn viên đáng kinh ngạc đã xuất hiện. Cậu ấy giống như con quái vật trẻ tuổi? Với một phẩm chất đặc biệt mà có thể không tìm thấy được ở bất kì diễn viên nào khác đâu"
- Diễn viên Kim Yoon Seok: "Mặc dù dàn lineup của Hwayi đều là những diễn viên nổi bật.... Nhưng tôi có thể chắc chắn Yeo Jin Goo là người giỏi nhất trong số họ. Tôi gọi cậu ấy là "quái vật nhỏ". Có nghĩa là cậu ấy đã phi thường từ khi sinh ra rồi, dòng máu quái vật đó luôn chảy trôi theo mạch đập trong từng diễn xuất của cậu ấy"
- Đạo diễn Kim Hee Won: "Yeo Jin Goo có thể khiến mọi người quên mất tuổi tác của cậu ấy với khả năng diễn xuất tuyệt vời đó"
- Đạo diễn Min Jin Ki: "Cậu ấy có khả năng thể hiện cảm xúc nhân vật của mình theo rất nhiều cách khác nhau. Một diễn viên có thể khiến bạn đoán trước tương lai rộng mở của cậu ấy. Tim tôi đang đập thình thịch đây này. Bây giờ đã xuất sắc như thế này thì sau khi cậu ấy 30 hoặc 40 tuổi sẽ như thế nào nữa, cậu ấy sẽ thể hiện cho ta xem cái gì nữa đây?"
- Đạo diễn Shim Na Yeon (Beyond Evil): "Sau khi làm việc với Yeo Jin Goo, tôi nhận ra cậu ấy là một diễn viên có lối diễn rất linh hoạt, khả năng diễn xuất vượt ngoài sự mong đợi của tôi. Cậu ấy sẽ vẫn làm tốt ngay cả khi thử sức ở các thể loại khác. JinGoo có tính cách rất tươi sáng và vô tư. Trong giới diễn viên, nhiều người vô cùng nhạy cảm. Nhưng JinGoo lại không. Có lẽ vì cậu ấy còn trẻ chăng? Không chỉ JinGoo mà các staff trong đội của cậu ấy đều là những người vui vẻ và tốt bụng. Mỗi khi họ ở cùng nhau là trường quay ồn ào, náo nhiệt hơn hẳn".
- Biên kịch Kim Soo Jin (Beyond Evil): “Tôi đã mất ngủ khi nghĩ tới Yeo Jin Goo, diễn viên mà trong suốt 15 năm không hề có anti-fan, giờ đây có thể sẽ rước anti-fan chỉ vì nhân vật mà tôi tạo ra. Nhưng JinGoo lại không nghĩ vậy, cậu ấy luôn khẳng định rằng mình ổn với điều đó (Joowon bị ghét). Khi đang viết kịch bản cho 2 tập cuối, tôi đã bảo JinGoo đừng lo lắng vì người xem sẽ không còn ghét Joowon nữa. Nhưng khi phim thật sự kết thúc, tôi lại nghĩ chính Yeo Jin Goo là nhân tố quan trọng tạo nên sự thay đổi trong góc nhìn của khán giả về nhân vật này. Cậu ấy đã hóa thân thành Joowon một cách rất hoàn thiện từ tính cách, lời nói đến hành động. Chính điều này đã khiến cho khán giả chuyển từ ghét thành thích khi hiểu rõ về nhân vật hơn. JinGoo chưa bao giờ phản đối hay than phiền về tính cách của Joowon. Ngược lại, cậu ấy cho rằng Joowon là một nhân vật rất thú vị bởi tính cách của nhân vật này rất khác biệt với Yeo Jin Goo. Tôi không khẳng định bản thân hiểu rõ về JinGoo, nhưng tôi nghĩ cậu ấy là một người thẳng thắn và rất chăm chỉ. Tôi rất tôn trọng và ngưỡng mộ cậu ấy.”
- Nữ diễn viên Jo Min Su: "Những diễn viên trẻ đôi lúc sẽ diễn xuất theo bản năng. Tôi cảm nhận được điều đó khi xem Yeo Jin Goo trong Hwayi. Tôi nói cậu ấy đừng dừng việc bộc phát đó lại. Đó là nền tảng cơ bản mà khi sinh ra cậu ấy đã có sẵn rồi"
- Đạo diễn Jang Joon Hwan: "Hwayi là một nhân vật nặng nề. Ai từng tuổi đó có thể diễn được như Yeo Jin Goo? Thậm chí với người lớn vai này có khó nữa là. Gặp được Yeo Jin Goo là may mắn lớn nhất đời tôi"
- Nam diễn viên Cho Jin Woong: "Tôi nghĩ sau này cậu ấy sẽ là một diễn viên được người dân cả nước nhớ tới trong một khoảng thời gian rất dài"
- Đạo diễn Kang Hyeong Cheol: "Tôi thấy rất tuyệt khi có thể theo dõi quá trình trưởng thành của thiên tài diễn xuất Yeo Jin Goo. Tôi muốn được hợp tác với cậu ấy thông qua một dự án nào đó"
- Đạo diễn Ryu Seung Wan: "Có vẻ một diễn viên quái vật tân binh đã được sinh ra trong thế giới điện ảnh Hàn Quốc. Tôi đã theo dõi diễn xuất của Yeo Jin Goo với sự ngưỡng mộ vô tận"
- Diễn viên Choi Jin Ho: "Có bao nhiêu diễn viên trong lứa tuổi 20s được như thế này chứ? Có bao nhiêu đứa trẻ sở hữu kĩ năng nhập vai như Jin Goo? Tôi vẫn luôn ngạc nhiên mỗi khi diễn cùng cậu ấy. Đôi lúc tự nghĩ liệu ở độ tuổi đó tôi có thể làm được nhiều như thế? Không, có lẽ tôi không làm được vậy đâu".
- Diễn viên Jung Gyu Su: "Tôi nghĩ Yeo Jin Goo là diễn viên đáng để mọi người học hỏi bởi tính tập trung cao độ của cậu ấy"
- Diễn viên Shin Ha Kyun: "Cậu ấy quá giỏi. Giỏi đến mức tôi tự hỏi mình có thể diễn được như cậu ấy khi đang ở độ tuổi như thế không?"

## Danh sách phim
| Những bộ phim chưa được phát hành | Nghĩa là những bộ phim chưa được phát hành |

### Phim
| Năm                  | Tiêu đề                  | Vai trò                    | Ghi chú   |
| -------------------- | ------------------------ | -------------------------- | --------- |
| 2005                 | Sad Movie                | Park Hwi-chan              |           |
| 2006                 | Sa-kwa                   | cậu bé                     |           |
| 2006                 | No Mercy for the Rude    | Killar lúc nhỏ             |           |
| 2007                 | Dance of the Dragon      | Kwon Tae-san lúc nhỏ       |           |
| 2008                 | Santamaria               | Kang Da-seong              |           |
| 2008                 | Antique                  | Kim Jin-hyuk lúc nhỏ       |           |
| 2008                 | A Frozen Flower          | Hong-rim lúc nhỏ           |           |
| 2013                 |                          |                            |           |
| Sky Force 3D         | Ace                      | Lồng tiếng                 |           |
| Hwayi: A Monster Boy | Hwa-yi                   |                            |           |
| 2014                 | Mr. Perfect              | Lee Byung-joo              |           |
| 2014                 | Tazza: The Hidden Card   | Agui's pupil (khách mời)   |           |
| 2015                 | Shoot Me in the Heart    | Soo-myung                  |           |
| 2017                 | Warriors of the Dawn     | Hoàng tử Gwanghae          |           |
| 2017                 | 1987: When the Day Comes | Park Jong-chul (khách mời) |           |
| 2022                 | Ajoomma                  | Jae Sung                   | Khách mời |
| 2022                 | Ditto                    | Kim Yong                   |           |
| TBA                  | Noryang                  | TBA                        | Khách mời |
| TBA                  | Hijacking                | TBA                        |           |

### Phim truyền hình
| Năm  | Tiêu đề                               | Vai trò                                 | Kênh |
| ---- | ------------------------------------- | --------------------------------------- | ---- |
| 2006 | I Want to Love                        | Baek Minhyung                           | SBS  |
| 2006 | Yeon Gaesomun                         | Kim Heumsoon lúc nhỏ                    | SBS  |
| 2007 | Queen of the Game                     | Lee Shin-jeon lúc nhỏ                   | SBS  |
| 2008 | Iljimae                               | Lee Gyeom lúc nhỏ                       | SBS  |
| 2008 | Tazza                                 | Kim Gon lúc nhỏ                         | SBS  |
| 2008 | Gourmet                               | Ho-tae                                  | SBS  |
| 2009 | Can Anyone Love?                      | Lee Poo-reum-chan                       | SBS  |
| 2009 | Ja Myung Go                           | Hodong lúc nhỏ                          | SBS  |
| 2009 | Swallow the Sun                       | Kim Jung-woo lúc nhỏ                    | SBS  |
| 2010 | The Reputable Family                  | Choi Guk-seon lúc nhỏ                   | KBS1 |
| 2010 | Giant                                 | Lee Kang-mo lúc nhỏ                     | SBS  |
| 2011 | Chiến binh Baek Dong-soo              | Baek Dong-soo lúc nhỏ                   | SBS  |
| 2011 | Deep Rooted Tree                      | thanh thiếu niên Ddol-bok               | SBS  |
| 2012 | Mặt trăng ôm mặt trời                 | Yi Hwon lúc nhỏ                         | MBC  |
| 2012 | Missing You                           | Han Jung-woo lúc nhỏ                    | MBC  |
| 2013 | Ngôi sao khoai tây                    | Hong Hye-sung                           | tvN  |
| 2015 | Orange Marmalade (Mứt cam)            | Jung Jae-min                            | KBS2 |
| 2016 | Jackpot (Dae-bak)                     | Yeoning                                 | SBS  |
| 2017 | Circle: Two Worlds Connected          | Kim Woo Jin                             | tvN  |
| 2017 | Reunited Worlds                       | Sung Hae-sung                           | SBS  |
| 2019 | The Crowned Clown (Chàng hề thế thân) | Lee Heon / Ha Seon                      | tvN  |
| 2019 | My Absolute Boyfriend                 | Young Goo                               | SBS  |
| 2019 | Hotel Del Luna                        | Goo Chan-sung                           | tvN  |
| 2020 | Start-Up                              | Jang Young-shil/Hong Ji-suk (khách mời) | tvN  |
| 2021 | Beyond Evil (Vượt ra tội ác)          | Han Joo-won                             | JTBC |
| 2022 | Link: Eat, Love, Kill                 | Eun Gye-Hoon                            | tvN  |

### Chương trình thực tế
| Năm         | Tiêu đề                   | Kênh | Chú thích                |
| ----------- | ------------------------- | ---- | ------------------------ |
| 2014        | Round the Neighborhood    | MBC  | Khách mời                |
| 2014 & 2016 | Running Man               | SBS  | Khách mời tập 182, 302   |
| 2019        | Let's Eat Dinner Together | JTBC | Khách mời tập 156        |
| 2018        | 4 Wheeled Restaurant      | tvN  | Mùa 1                    |
| 2020        | House On Wheels           | tvN  | Mùa 1                    |
| 2021        | House On Wheels           | tvN  | Mùa 2, tập 10 & 11       |
| 2021        | Girls Planet 999          | Mnet | Host                     |
| 2023        | Boys Planet               | Mnet | Bậc thầy ngôi sao, Tập 5 |

### Music video
| Năm  | Tiêu đề         | Ca sĩ         |
| ---- | --------------- | ------------- |
| 2012 | "I Need You"    | K.Will        |
| 2014 | "Still in Love" | Baek Ji Young |

## Nhạc kịch
| Năm  | Tiêu đề                             | Vai trò |
| ---- | ----------------------------------- | ------- |
| 2008 | Chorus of Angels (với Kim Yoo-jung) |         |

## Giải thưởng và đề cử
| Năm  | Giải thưởng                                    | Thể loại                                      | Đề cử                              | Kết quả   |
| ---- | ---------------------------------------------- | --------------------------------------------- | ---------------------------------- | --------- |
| 2008 | SBS Drama Awards                               | Diễn viên trẻ xuất sắc                        | Iljimae, Tazza, Gourmet            | Đoạt giải |
| 2010 | KBS Drama Awards                               | Diễn viên trẻ xuất sắc                        | The Reputable Family               | Đề cử     |
| 2012 | 48th Baeksang Arts Awards                      | Diễn viên trẻ xuất sắc (TV)                   | Mặt trăng ôm mặt trời              | Đề cử     |
| 2012 | 6th Mnet 20's Choice Awards                    | 20's Upcoming 20's                            | —                                  | Đoạt giải |
| 2012 | Herald ㆍ Dong-A TV Lifestyle Awards           | Style Icon Rookie                             |                                    | Đoạt giải |
| 2012 | 4th Pierson Movie Festival                     | Diễn viên nhí xuất sắc                        | Mặt trăng ôm mặt trời              | Đoạt giải |
| 2012 | 5th Korea Drama Awards                         | Diễn viên trẻ xuất sắc                        | Mặt trăng ôm mặt trời              | Đề cử     |
| 2012 | MBC Drama Awards                               | Diễn viên trẻ xuất sắc                        | Mặt trăng ôm mặt trời, Missing You | Đoạt giải |
| 2012 | MBC Drama Awards                               | Diễn viên nổi tiếng                           | Mặt trăng ôm mặt trời,             | Đề cử     |
| 2012 | MBC Drama Awards                               | Cặp đôi đẹp nhất (với Kim Yoo-jung)           | Mặt trăng ôm mặt trời,             | Đề cử     |
| 2013 | 5th Pierson Movie Festival                     | Diễn viên do công chúng bình chọn             |                                    | Đoạt giải |
| 2013 | Drama Fever Awards                             | Diễn viên mới xuất sắc                        |                                    | Đoạt giải |
| 2013 | 6th Style Icon Awards                          | Top 10 Style Icon Awards                      | —                                  | Đoạt giải |
| 2013 | 28th Korea Best Dresser Swan Awards            | Ngôi sao mới nổi                              | —                                  | Đoạt giải |
| 2013 | 21st Korean Culture and Entertainment Awards   | Diễn viên trẻ xuất sắc                        | Hwayi: A Monster Boy               | Đoạt giải |
| 2013 | Star of Korean Actor Association Star          | Diễn viên nổi tiếng nhất (Movie)              | Hwayi: A Monster Boy               | Đoạt giải |
| 2013 | 33rd Korean Association of Film Critics Awards | Diễn viên mới xuất sắc                        | Hwayi: A Monster Boy               | Đoạt giải |
| 2013 | 34th Blue Dragon Film Awards                   | Diễn viên mới xuất sắc                        | Hwayi: A Monster Boy               | Đoạt giải |
| 2014 | 5th KOFRA Film Awards                          | Diễn viên mới xuất sắc                        | Hwayi: A Monster Boy               | Đoạt giải |
| 2014 | 50th Baeksang Arts Awards                      | Diễn viên mới xuất sắc                        | Hwayi: A Monster Boy               | Đề cử     |
| 2014 | 14th Director's Cut Awards                     | Diễn viên mới xuất sắc                        | Hwayi: A Monster Boy               | Đoạt giải |
| 2014 | 23rd Buil Film Awards                          | Diễn viên mới xuất sắc                        | Hwayi: A Monster Boy               | Đề cử     |
| 2014 | 51st Grand Bell Awards                         | Diễn viên mới xuất sắc                        | Hwayi: A Monster Boy               | Đề cử     |
| 2014 | The 6th Peer Line Video Festival               | Diễn viên do công chúng bình chọn             | Hwayi: A Monster Boy               | Đoạt giải |
| 2014 | The 4th Marie Claire Film Festival             | Giải thưởng tân binh                          | Hwayi: A Monster Boy               | Đoạt giải |
| 2015 | KBS Acting Grand Prix                          | Giải thưởng tân binh                          | Orange marmalade                   | Đoạt giải |
| 2015 | KBS Acting Grand Prix                          | Diễn viên nổi tiếng                           | Orange marmalade                   | Đề cử     |
| 2015 | KBS Acting Grand Prix                          | Cặp đôi đẹp nhất (với Seol Hyun)              | Orange marmalade                   | Đề cử     |
| 2016 | SBS Postponed SBS Drama Awards                 | Màn trình diễn ấn tượng nhất Excellence Award | Great The Royal Gambler.           | Đoạt giải |
| 2017 | tvN Movies Awards                              | Nam diễn viên triển vọng nhất                 |                                    | Đoạt giải |
| 2019 | 55th Baeksang Art Awards                       | Best Actor - Nam diễn viên xuất sắc nhất      | The Crowned Clown                  | Đề cử     |

## Liên kết
- Yeo Jin-goo trên Twitter (tiếng Hàn)
- Yeo Jin-goo trên Cyworld

- Yeo Jin-goo Lưu trữ ngày 3 tháng 2 năm 2020 tại Wayback Machine tại Janus Entertainment (tiếng Hàn)
- Yeo Jin-goo fan cafe tại Daum (tiếng Hàn)
- Yeo Jin-goo trang chủ Nhật Bản (tiếng Nhật)
- Yeo Jin-goo trên HanCinema
- Yeo Jin-gu tại Korean Movie Database
- Yeo Jin-gu trên IMDb